# 천추태후 (드라마)
《천추태후》(千秋太后)는 2009년 1월 3일부터 2009년 9월 27일까지 방송되었던 KBS 2TV 대하 드라마였다.

## 프로그램 소개
고려 경종의 사랑을 받지는 못했지만 가문의 뜻을 이어받아 고려를 꿈꾸던 세 번째 황후 천추태후의 일대기를 그린 드라마

## 등장인물
※ 드라마상의 인물 설정으로 실제 역사적 기록과는 다를 수 있습니다.

### 주요 인물
- 채시라 : 천추태후(헌애왕후) 역 (아역:김소은) - 경종의 3왕후. 성종의 여동생. 목종의 어머니이자 현종의 이모, 태후가 되기 전까지는 숭덕궁주라는 칭호를 가졌었다.
- 김석훈 : 김치양 역 (아역:이진석) - 천추태후의 가신. 목종 대 합문사인 ~ 삼사사. 본명은 김 행이다.
- 최재성 : 강조 역 - 천추태후의 호위무사. 명복궁 무예교관. 성종 대 시위군 장군. 목종 대 시위군 대장군 겸 병부상서 ~ 응양군 대장군 겸 병부상서 ~ 서북면 도순검사. 현종 대 행영도통사
- 이덕화 : 강감찬 역 - 고려 문신. 성종 대 예관 원외랑 ~ 내사사인. 목종 대 예부상서. 현종 대 예부시랑 ~ 문하시중

### 고려 황실

#### 황제
- 조명남 : 태조 역 (특별출연) - 고려의 시조. 1대 황제
- 미상 : 혜종 역 (특별출연) - 고려의 2대 황제
- 정승우 : 광종 역 (특별출연) - 고려 4대 황제
- 최철호 : 경종 역 (아역:차재돌) : 고려 5대 황제
- 김명수 : 성종 역 (아역:최우혁) - 고려 6대 황제. 천추태후의 오빠
- 이인 : 목종 역 (아역:박지빈) - 고려 7대 황제. 경종과 천추태후의 아들
- 김지훈 : 현종 역 (아역:김진우→강수한→최수한) - 고려 8대 황제. 천추태후의 조카. 경주원군과 헌정왕후의 아들

#### 황후와 황족
태조 관련
- 반효정 : 신정황태후 황보씨 역 - 태조의 4왕후. 천추태후의 할머니
- 김정하 : 천추태후의 어머니 역
- 송민형 : 천추태후의 아버지 역
- 김호진 : 경주원군 왕욱 역 - 태조의 8남. 태조와 신성왕후의 아들. 천추태후의 이복삼촌
- 장희수 : 충주궁주[2] 역 - 태조의 외손녀. 흥방공주의 딸. 경종의 고종사촌. 천추태후의 먼 친척

광종 관련
- 이영아 : 대목왕후 황보씨 역 (특별출연) - 광종의 정비. 경종의 어머니

경종 관련
- 양은용 : 헌숙왕후 김씨 역(특별출연) - 경종의 정비
- 최영완 : 헌의왕후 유씨 역(특별출연) - 경종의 후비
- 신애 : 헌정왕후 역 (아역:박은빈) - 경종의 4왕후, 천추태후의 여동생이자, 현종의 어머니이다.

성종 관련
- 이현경 : 문덕왕후 유씨 역 (아역:백승희) - 성종의 정비. 광종의 딸
- 문정희 : 문화왕후 역 (아역:김민지) - 성종의 후비. 김원숭의 딸

목종 관련
- 이인혜 : 선정왕후 유씨 역 (아역:한보배) - 목종의 정비. 문덕왕후의 딸
- 이태임 : 김밀화 역 - 목종의 후비 윤정우
- 백민현 : 황주소군 김진[3] 역 (아역 : 최기주) - 김치양과 천추태후의 아들. 목종의 이부동생

현종 관련
- 박시은 : 원정왕후 역 (아역:이라혜) - 현종의 정비. 문화왕후의 딸
- 정한비 : 원성왕후 김씨 역 - 현종의 후비. 김은부의 장녀
- 박혜빈 : 원혜왕후 김씨 역 - 현종의 후비. 김은부의 차녀
- 정인서 : 원평왕후 김씨 역 - 현종의 후비. 김은부의 3녀

### 북방 근기계 신료들
- 임혁 : 서희 역 - 북방 근기계 수장. 경종 대 내의성 대부. 성종 대 내사시랑. 목종 대 태보내사령
- 전무송 : 이지백 역 - 북방 근기계 문신. 경종 대 내봉성 사인. 성종 대 공관시랑 ~ 예빈성 판사
- 이정성 : 왕함윤 역 - 북방 근기계 문신. 광종 대 서경총관
- 원석연 : 이겸의 역 - 북방 근기계 무신. 경종 대 서경총관. 성종 대 병관시랑 ~ 중추원사

### 신라계 유학파 신료들
- 이기열 : 최섬 역 - 신라계 수장. 경종 대 광평시랑. 성종 대 형관어사 ~ 병부상서
- 김병기 : 김원숭 역 - 신라계 문신. 성종의 장인. 성종 대 민관어사 ~ 호부상서
- 김종결 : 최량 역 - 신라계 문신. 성종의 스승. 성종 대 선관어사 ~ 문하시랑
- 박지일 : 김심언 역 - 신라계 문신. 목종의 스승. 최섬의 사위. 성종 대 예관시랑 ~ 형부상서. 목종 대 이부상서. 현종 대 내사시랑 ~ 예부상서
- 오욱철 : 조선 역 - 신라계 무신. 김원숭의 심복. 현종 대 시위군 친종장군
- 조병곤 : 이양 역 - 신라계 문신. 성종 대 선관시랑 ~ 병부시랑
- 이준우 : 설신유 역 - 신라계 문신. 성종 대 형부시랑

### 중립파 신료들
- 전성환 : 최지몽 역 - 경종 대 내의령
- 맹호림 : 박양유 역 - 성종 대 문하시중
- 임병기 : 한언공 역 - 성종 대 예관어사
- 김영선 : 한인경 역 - 성종 대 공관어사. 목종 대 호부상서

### 목종, 현종 대 신료들
- 김하균 : 최항 역 - 신라계 문신. 현종의 스승. 성종 대 이부시랑. 목종 대 중추원사. 현종 대 한림학사 ~ 이부상서
- 김효원 : 채충순 역 - 목종 대 내사사인. 현종 대 호부상서 ~ 내사사인
- 김주영 : 황보유의 역 - 목종 대 호부시랑. 현종 대 중추원사 ~ 중추원 부사
- 황범식 : 김은부 역 - 현종 대 공주 절도사 ~ 형부시랑. 현종의 장인
- 배도환 : 최원신 역 - 목종 대 예부시랑. 현종 대 예부상서 ~ 예부시랑. 최량의 아들
- 조정국 : 최숙 역 - 최승로의 아들. 목종 대 이부시랑. 현종 대 이부상서 ~ 이부시랑
- 김경룡 : 문인위 역 - 목종 대 천추궁 궁사. 현종 대 공부상서 ~ 공부시랑. 김치양의 심복

### 고려 호족들
- 오성열 : 조용겸 역 - 현종 대 전주 절도사
- 최동엽 : 이재 역 - 전주 호족
- 박용진 : 최즙 역 - 전주 호족

### 고려 무신들
- 전병옥 : 윤서안 역 - 고려 무신. 성종 대 급사중. 거란 1차 침입 당시 고려군 선봉
- 최준용 : 이현운 역 - 고려 무신. 성종 대 안융진장 ~ 시위군 낭장. 목종, 현종 대 시위군 중랑장
- 최동준 : 대도수 역 - 고려 무신. 발해 태자 대광현의 아들. 성종 대 안융진 중랑장 ~ 시위군 장군. 목종 대 시위군 대장군 겸 형부상서 ~ 용호군 대장군 겸 형부상서. 현종 대 시위군 장군 ~ 대장군
- 이원발 : 유방 역 - 고려 무신. 성종 대 안융진 낭장 ~ 시위군 중랑장. 목종 대 시위군 장군 ~ 6위 장군. 현종 대 시위군 중랑장 ~ 병부상서
- 박철호 : 김훈 역 - 고려 무신. 성종 대 안융진 별장 ~ 시위군 낭장. 목종 대 시위군 중랑장 ~ 6위 장군. 현종 대 시위군 낭장 ~ 대장군
- 최왕순 : 최질 역 - 고려 무신. 성종 대 안융진 별장 ~ 시위군 낭장. 목종 대 시위군 중랑장 ~ 6위 장군. 현종 대 시위군 낭장 ~ 대장군
- 박진형 : 노의 역 - 고려 무신. 성종 대 장흥진 중랑장. 목종, 현종 대 낭장
- 유종근 : 안패 역 - 고려 무신. 성종 대 장흥진장. 목종, 현종 대 중랑장
- 홍일권 : 양규 역 - 고려 무신. 성종 대 장흥진 대정. 목종 대 마군 장군 ~ 좌우위 장군. 현종 대 형부낭중 ~ 흥화진장
- 홍성호 : 김숙흥 역 - 고려 무신. 성종 대 흥례부 대정. 목종 대 보군 중랑장 ~ 신호위 장군. 현종 대 중랑장 ~ 구주 별장
- 이우석 : 이인택 역 - 고려 무신. 성종, 목종 대 상장군 ~ 현종 대 감찰어사 ~ 고공원외랑 ~ 시어사
- 이병욱 : 하공진 역 - 고려 무신. 목종 대 신호위 중랑장. 현종 대 좌우위 중랑장
- 장순국 : 유종 역 - 고려 무신. 목종, 현종 대 중랑장
- 전승빈 : 지채문 역 - 고려 무신. 목종 대 좌우위 중랑장. 현종 대 신호위 중랑장 ~ 우상시
- 김주호 : 강민첨 역 - 현종 대 애수진장 ~ 대장군
- 이일재 : 김종현 역 - 고려 무신. 현종 대 충주궁 궁사 ~ 병마판관
- 정의갑 : 탁사정 역 - 고려 무신. 목종 대 용호군 장군. 현종 대 병부상서
- 최오식 : 최사위 역 - 고려 무신. 목종 대 응양군 장군. 현종 대 형부상서

### 명복궁 세력들
- 홍인영 : 천향비 역 (아역 : 김예원) - 명복궁 무사. 후일 천추태후의 호위무사이자 강조의 아내
- 김미라 : 이설화 역 - 명복궁 무예교관
- 김병춘 : 이주정 역 - 명복궁 궁사. 이설화의 아버지
- 안해숙 : 윤상궁 역 - 명복궁 상궁
- 김해은 : 수리 역 - 명복궁 무사

### 그 외 인물들
- 고규필 : 장명길(모티브: 양협) 역 - 현종의 내관
- 한시훈 : 이박돌(모티브: 충필) 역 - 현종의 내관
- 박진우 : 유행간 역 - 목종의 내관. 목종 대 합문사인
- 나경민 : 유충정 역 - 목종의 내관
- 김종국 : 상인 이주정 역 - 김치양의 심복
- 정진 : 고현 역 - 경종, 성종, 목종의 내관
- 정승우 : 양 내관 역 - 경종, 성종, 목종의 내관
- 강신조 : 조두 역 - 김원숭의 심복. 김원숭 상단 부행수
- 지종은 : 조 상궁 역 - 문화왕후의 상궁. 조선의 여동생
- 조명희 : 김 상궁 역 - 목종, 현종, 천추태후의 상궁
- 권혁호 : 김융대 역 - 요석택주의 내연남. 경주 상인
- 정두겸 : 이몽전 역 - 고려 예빈소경. 거란 1차 화통사
- 황윤걸 : 장영 역 - 고려 합문사. 거란 2차 화통사
- 송금식 : 왕승 역 - 고려 장군
- 박병호 : 진관대사 역 - 고려 승려. 신혈사 주지승
- 지성환 : 왕승의 수하 역
- 맹봉학 : 어의 역
- 나재균 : 어의 역
- 허기호 : 어의 역
- 오길주 : 어의 역
- 한태일 : 어의 역
- 고인범 : 사수현 촌장 역
- 신순희 : 사수현 촌장 아내 역
- 공재원 : 사수현 백성 역
- 표철환 : 사수현 백성 역
- 권병길 : 선주현 촌장 역
- 손선근 : 선주 백성 역
- 지성근 : 선주 백성 역
- 박종설 : 자기소 촌장 역
- 이봉규 : 한계사 주지승 역
- 백윤흠 : 자객 역
- 유순철 : 철소 노인 역
- 김도성 : 국자감 대표 역
- 남유현 : 진짜 김치양 역
- 이낙준 : 전령 역
- 정혜영 : 개령군전 나인 역
- 김춘기 : 연주성 촌장 역
- 최윤준 : 서경 상인 역
- 전해룡 : 서경 상인 역
- 유인석 : 피난민 역
- 변신호 : 산파 역
- 박일목 : 고려 내관 역
- 서찬호 : 김숙흥 상대 무인 역
- 임하나 : 김밀화의 시녀 역
- 안진수 : 신혈사 인근 백성 역
- 성인자 : 신혈사 인근 백성 아내 역
- 황덕재 : 김치양 휘하 중랑장 역
- 양재원 : 김치양 휘하 낭장 역
- 이훈성 : 김치양 휘하 낭장 역
- 최병모 : 시위군 장군 역
- 손정민 : 망나니 역
- 유승원 : 충주궁 가병 역
- 오용택 : 충주궁 가병 역
- 박종일 : 충주궁 가병 역
- 전일범 : 개경 백성 역
- 정종현 : 개경 백성 역
- 김광인 : 개경 백성 역
- 이승기 : 개경 백성 역
- 김연수 : 기생 역
- 염지혜 : 기생 역
- 장진실 : 기생 역
- 이고은 : 기생 역
- 한아름 : 기생 역
- 한혜련 : 기생 역
- 박수혁 : 진장(안 패)의 부장역
- 원현준
- 서민경
- 조소영
- 최성웅
- 신신범
- 홍승모
- 왕태언
- 백승훈
- 가득희

### 신라 관련 인물
- 안치용 : 마의태자 (특별출연)역 - 신라 마지막 태자, 경순왕의 아들, 김치양의 할아버지. 신라부흥세력의 초대 수장, 금강산에서 신라 부흥운동을 하다가 실패하여 여진족으로 귀화한다.
- 윤영목 : 김준 (특별출연)역 - 마의태자의 아들이자, 김치양의 아버지, 신라부흥세력의 2대 수장, 아버지와 함께 금강산에서 신라 부흥운동을 하다가 실패하여 여진족으로 귀화한다.
- 김형민 : 사가문 역 - 김치양의 최측근, 신라부흥세력의 일원, 사일라의 오빠이자 여진과 신라의 혼혈, 모불라의 손자이다.
- 이채영 : 사일라 역 - 김치양의 최측근. 사가문의 여동생이자, 신라부흥세력의 일원, 여진과 신라의 혼혈, 모불라의 손녀이다.
- 박정민 : 사량 역 - 사가문과 독연의 아들
- 박정상
- 기세형
- 김주환
- 이재우

### 정안국 관련 인물
- 강기성 : 강무 역 - 정안국 대장군, 강조의 아버지
- 민지오 : 강신 역 - 강조의 남동생. 거란 철광산 책임자
- 장대웅 : 추용 역 - 강조의 정보원
- 정계영 : 천향선 역 - 강조의 정혼녀. 천향비의 언니

### 여진족 인물
- 한태일 : 마시저 역 - 서여진족의 대추장이며, 사가문과 사일라의 친할아버지
- 송용태 : 모불라 역 - 동여진족의 대추장이며, 사가문과 사일라의 외할아버지

### 거란(요나라) 인물
- 심혜진 : 소태후 역 - 요나라의 태후. 경종의 부인이자, 성종의 어머니.
- 오건우 → 장동직 : 성종 역 - 요나라의 6대 황제.
- 유호린 : 소찰리 역 - 소손녕의 딸. 고려 성종의 후비
- 이진우 : 한덕양 역 - 요나라의 대승상이자, 추밀원사
- 정흥채 : 소배압 역 - 요나라의 동평군왕
- 지대한 : 소손녕 역 - 요나라의 동경유수
- 김명국 : 야율적렬 역 - 요나라의 장군
- 윤용현 : 야율적로 역 - 요나라의 장군
- 김성현 : 야율분노 역 - 요나라의 장군
- 이한솔 : 야율무기 역 - 요나라의 장군
- 염철호 : 야율초 역 - 요나라의 장군
- 나종수 : 수노 역 - 요나라의 장군
- 임진택 : 야율알납 역 - 요나라의 장군
- 전헌태 : 야율팔가 역 - 소배압 휘하 요나라의 장군
- 윤갑수 : 야율사진 역 - 요나라의 재상
- 김재권 : 고청명 역 - 요나라의 장군
- 하성광 : 채기 역 - 요나라의 부장이자, 과거 강신의 수하
- 이은정 : 독연 역 - 소태후의 호위무사이자 사가문의 아내
- 이언정 : 혈매 역 - 소태후의 호위무사
- 왕태언 : 야율적로 역 - 요나라 어의

### 송나라 관련 인물
- 미상 : 송 진종 역 - 송나라의 3대 황제
- 유병준 : 구준 역 - 송나라 재상

## 삽입곡 (OST)
- 신영옥 - 《천추별곡》
- 김주택 & 모세 - 《마음 꽃》
- 김문영 - 《애원》
- Various Artists - 《오프닝》, 《나비》, 《비운1》, 《긴 여정》, 《해지지 않는 날》, 《칼들의 향연》, 《진혼곡》, 《눈동자》, 《마음 꽃(Clarinet Ver)》
《비운2》, 《긴박한 걸음》, 《마음 꽃(김주택 single)》

## 시청률
아래의 파란색 숫자는 '최저 시청률'이고, 빨간색 숫자는 '최고 시청률'입니다. 시청률조사회사와 지역별로 시청률에 차이가 있을 수 있습니다. 
| 2009년      | 2009년      | 2009년      | 2009년     |
| 회차        | 방송일      | TNmS 시청률 | AGB 시청률 |
| ----------- | ----------- | ----------- | ---------- |
| 스페셜      | 1월 1일     | 12.4%       | 12.1%      |
| 제1회       | 1월 3일     | 20.0%       | 19.8%      |
| 제2회       | 1월 4일     | 24.3%       | 23.1%      |
| 제3회       | 1월 10일    | 19.8%       | 19.7%      |
| 제4회       | 1월 11일    | 22.6%       | 21.5%      |
| 제5회       | 1월 17일    | 18.6%       | 17.6%      |
| 제6회       | 1월 18일    | 22.3%       | 21.4%      |
| 제7회       | 1월 24일    | 15.3%       | 17.1%      |
| 제8회       | 1월 25일    | 17.5%       | 16.8%      |
| 제9회       | 1월 31일    | 19.4%       | 18.5%      |
| 제10회      | 2월 1일     | 21.4%       | 19.8%      |
| 제11회      | 2월 7일     | 19.1%       | 17.3%      |
| 제12회      | 2월 8일     | 20.6%       | 19.5%      |
| 제13회      | 2월 14일    | 16.1%       | 16.2%      |
| 제14회      | 2월 15일    | 18.4%       | 17.9%      |
| 제15회      | 2월 21일    | 15.8%       | 16.1%      |
| 제16회      | 2월 22일    | 18.3%       | 18.1%      |
| 제17회      | 2월 28일    | 15.3%       | 14.4%      |
| 제18회      | 3월 1일     | 17.5%       | 16.2%      |
| 제19회      | 3월 7일     | 18.8%       | 19.1%      |
| 제20회      | 3월 8일     | 17.4%       | 18.2%      |
| 제21회      | 3월 14일    | 15.2%       | 14.7%      |
| 제22회      | 3월 15일    | 16.5%       | 16.5%      |
| 제23회      | 3월 21일    | 14.4%       | 13.3%      |
| 제24회      | 3월 22일    | 17.0%       | 16.5%      |
| 제25회      | 3월 28일    | 15.0%       | 16.2%      |
| 제26회      | 3월 29일    | 17.2%       | 16.9%      |
| 제27회      | 4월 4일     | 13.9%       | 14.8%      |
| 제28회      | 4월 5일     | 15.3%       | 15.4%      |
| 제29회      | 4월 11일    | 14.3%       | 13.8%      |
| 제30회      | 4월 12일    | 16.4%       | 16.9%      |
| 제31회      | 4월 18일    | 13.8%       | 14.4%      |
| 제32회      | 4월 19일    | 16.9%       | 15.4%      |
| 제33회      | 4월 25일    | 15.2%       | 15.0%      |
| 제34회      | 4월 26일    | 18.2%       | 17.9%      |
| 제35회      | 5월 2일     | 14.9%       | 14.9%      |
| 제36회      | 5월 3일     | 16.4%       | 16.5%      |
| 제37회      | 5월 9일     | 13.2%       | 12.4%      |
| 제38회      | 5월 10일    | 15.5%       | 14.0%      |
| 제39회      | 5월 16일    | 14.1%       | 14.0%      |
| 제40회      | 5월 17일    | 14.4%       | 14.9%      |
| 제41회      | 5월 23일    | 13.3%       | 12.7%      |
| 제42회      | 5월 24일    | 15.1%       | 15.0%      |
| 제43회      | 5월 30일    | 11.6%       | 11.4%      |
| 제44회      | 5월 31일    | 15.9%       | 15.2%      |
| 제45회      | 6월 6일     | 12.6%       | 12.0%      |
| 제46회      | 6월 7일     | 15.1%       | 15.7%      |
| 제47회      | 6월 13일    | 12.0%       | 12.0%      |
| 제48회      | 6월 14일    | 13.2%       | 14.0%      |
| 제49회      | 6월 20일    | 12.7%       | 11.7%      |
| 제50회      | 6월 21일    | 15.3%       | 14.4%      |
| 제51회      | 6월 27일    | 12.7%       | 12.1%      |
| 제52회      | 6월 28일    | 13.9%       | 13.1%      |
| 제53회      | 7월 4일     | 11.3%       | 10.8%      |
| 제54회      | 7월 5일     | 13.0%       | 12.3%      |
| 제55회      | 7월 11일    | 11.9%       | 11.0%      |
| 제56회      | 7월 12일    | 12.9%       | 13.5%      |
| 제57회      | 7월 18일    | 11.2%       | 9.8%       |
| 제58회      | 7월 19일    | 12.8%       | 12.0%      |
| 제59회      | 7월 25일    | 8.5%        | 8.6%       |
| 제60회      | 7월 26일    | 14.1%       | 12.9%      |
| 제61회      | 8월 1일     | 13.8%       | 11.9%      |
| 제62회      | 8월 2일     | 15.6%       | 13.1%      |
| 제63회      | 8월 8일     | 13.4%       | 13.0%      |
| 제64회      | 8월 9일     | 16.6%       | 14.3%      |
| 제65회      | 8월 15일    | 14.9%       | 12.9%      |
| 제66회      | 8월 16일    | 18.2%       | 15.9%      |
| 제67회      | 8월 22일    | 17.0%       | 15.6%      |
| 제68회      | 8월 23일    | 23.6%       | 20.0%      |
| 제69회      | 8월 29일    | 17.7%       | 16.4%      |
| 제70회      | 8월 30일    | 19.4%       | 18.0%      |
| 제71회      | 9월 5일     | 18.0%       | 15.3%      |
| 제72회      | 9월 6일     | 20.2%       | 17.8%      |
| 제73회      | 9월 12일    | 17.7%       | 16.4%      |
| 제74회      | 9월 13일    | 20.0%       | 18.4%      |
| 제75회      | 9월 19일    | 17.3%       | 17.1%      |
| 제76회      | 9월 20일    | 21.5%       | 19.8%      |
| 제77회      | 9월 26일    | 19.3%       | 18.5%      |
| 제78회      | 9월 27일    | 22.6%       | 21.0%      |
| 평균 시청률 | 평균 시청률 | 16.3%       | 15.6%      |

## 수상 경력
- 2009년 KBS 연기대상 여자 최우수상 채시라
- 2009년 KBS 연기대상 남자 우수상 김석훈
- 2009년 KBS 연기대상 남자 조연상 최철호
- 2009년 KBS 연기대상 여자 조연상 문정희
- 2009년 KBS 연기대상 여자 신인상 김소은
- 2009년 KBS 연기대상 청소년 연기상 박은빈

## 역사 왜곡 논란
역사를 소재로 하고 있음에도 드라마의 전개 내용이 정사와는 다르게 제작되어 논란을 낳았다.
- 드라마 후반부에서 천추태후와 강조가 힘을 합쳐 김치양의 난을 제압하지만, 정사(正史)에서는 천추태후와 김치양이 한 편이 되어 강조를 제거하려 한다.
- 이현운은 거란군에게 포로로 잡혀 거란의 장군이 되었으나, 여기서는 이현운이 직접 거란으로 가는 것으로 나타난다.
- 정사에서는 목종은 강조의 부하에게 살해당한 것으로 기록되었으나 드라마에서는 신라계 신하들의 사주를 받은 이현운과 안패에게 살해당한 것으로 나타난다.
- 드라마에서는 천추태후가 대량원군(훗날 현종)을 옹립하는 것으로 나왔지만 정사에서는 자신의 둘째아들을 옹립하는 것으로 나와있다.
- 정사에서는 안종(현종의 아버지)이 병으로 죽은 것으로 기록하였지만 드라마에서는 김치양의 수하들에게 죽음을 당하는 것으로 나왔다.
- 정사에서는 이현운의 벼슬이 중대성 중대부사 및 이부시랑으로 기록되었으나 드라마에서는 안융진 진장(장군 급)이었다가 고려 성종 대에서 거란과의 전투 이후 낭장으로 강등된 그 후 고려 목종 대에서 다시 중랑장(강조와 함께 거란군에게 잡혀 포로가 되었을 당시 벼슬도 중랑장)으로 승진한 것으로 나와 있다.
- 드라마에서는 강조가 정안국에서 건너온 발해 유민으로 설정되었으나, 정사에서 강조는 태조 왕건의 먼 외척 가문출신이다.
- 드라마에서 김치양이 마의태자의 손자로 설정되었으나, 사실 김치양은 마의태자와는 아무런 관계가 없는 인물이다.
- 드라마에서는 김치양의 아들이 살아남아서 금나라의 시조로 설정되었으나. 정사에 김치양의 아들은 자기 아버지와 함께 강조의 정변당시 처형을 당하고 말았다.

## 참고 사항
- 원래 2008년 10월 초에 방송될 예정이었으나 KBS가 새 대하 드라마 방송 시기를 새해에 맞춰 연기함에 따라[7] 2009년 1월 초로 첫 방송일이 편성 변경되었다.
- 한때 KBS 1TV로 채널 재이동, 평일 편성설이 있었지만[8] 불발 되었으며 시간대도 토요일 오후 10시 15분, 일요일 오후 10시 25분으로 바뀌었다.
- 《대왕 세종》 중반부 이후 해당 작품까지 대하 드라마는 KBS 2TV에서 방송됐다.
- 양금석은 예지황후 역 캐스팅 물망에 올랐지만[9] 당시 출연 중이었던 KBS 1TV 일일 드라마 《너는 내 운명》 연장 방송으로 캐스팅 제의를 포기했다.
- 김호진(왕욱 역)은 해당 작품을 통해 처음으로 사극 도전을 시도했다.[10][11]
- 집필자 중 한 명인 손영목 작가는 해당 작품에 앞서 2002년 7월 방송 예정이었던 무협 드라마 《사대신검》 집필자로 낙점 됐지만[12] 제작비 문제, 주요 배우 캐스팅 섭외 등으로 편성이 무산됐다.
- 오욱철(조행수 역)은 해당 드라마에 캐스팅되면서 당초 MBC 주말 특별 기획 드라마 《내 여자》 후속으로 편성될 예정이었던 MBC 수목 드라마 《종합병원 2》 캐스팅 제의를 고사했는데[13] 이 작품은 MBC가 《내 여자》를 마지막으로 주말 특별 기획 드라마를 잠정 폐지하면서 편성이 불발 됐지만 뒷날 《베토벤 바이러스》가 수목 드라마로 후속 편성 변경됐고 이 과정에서 오욱철은 《종합병원 2》 10회(2008년 12월 18일)부터 투입됐다.
- 당초 80부작으로 기획되었으나 종영 시기가 추석 연휴와 맞물리면서 한 주 앞당겨 막을 내렸으며[14] 해당 작품 종영 후 한 동안 추석 특집 프로그램이 방송·편성됐다.[15]

## 같이 보기
- 철부지 브로망스